# Pfarrhaus (Oberbrechen)

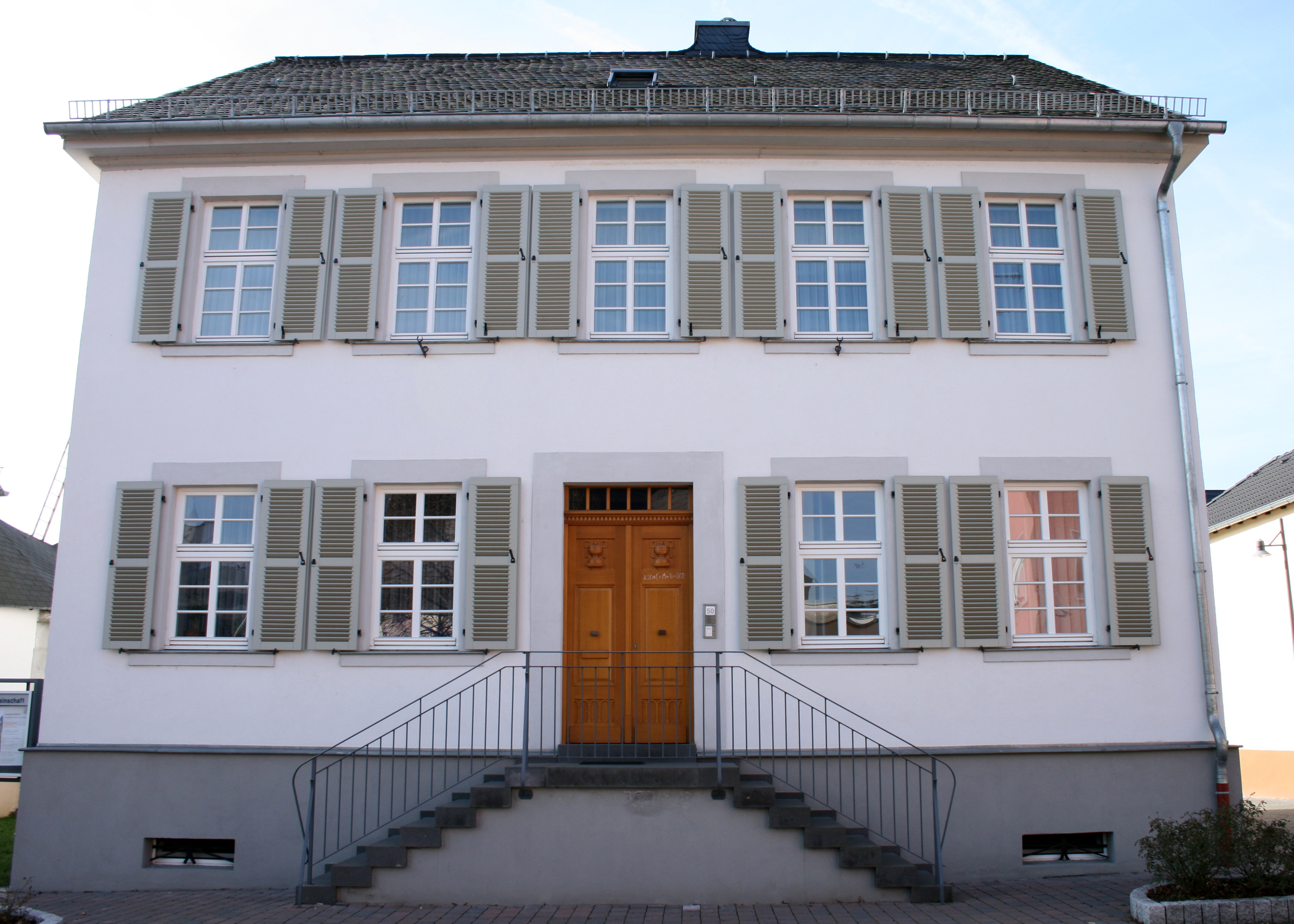
Pfarrhaus in Oberbrechen

Das Pfarrhaus in Oberbrechen, einem Ortsteil der Gemeinde Brechen im mittelhessischen Landkreis Limburg-Weilburg, wurde 1819 errichtet. Das katholische Pfarrhaus an der Frankfurter Straße 50 ist ein geschütztes Kulturdenkmal.
Der Putzbau mit einer fünfachsigen, symmetrischen Hauptfassade hat ein Satteldach mit Kranzgesims. Der klassizistische Stil bewirkt in Verbindung mit den breiten, flachen Gewänden den Eindruck von Schwere und Festigkeit.
Den Hauseingang erreicht man über eine zweiseitige Freitreppe aus neuerer Zeit. Die zweiteilige Holztür zeigt zwei geschnitzte Kelche.